# Дальк, Альбер
Альбе́р Мори́с Дальк (фр. Albert Maurice Dalcq; 7 июля 1893, Эно — 29 октября 1973, Брюссель) — бельгийский эмбриолог и эволюционист.

## Биография
В 1928—1963 годах профессор анатомии Брюссельского свободного университета. Член-корреспондент Бельгийской королевской академии наук по секции зоологии с 21 ноября 1966 года. Принимал участие в бальзамировании короля бельгии Альбера I.

## Эволюционные взгляды
Дальк видел в изучении эмбриологии ключ к пониманию эволюции. Для обозначения «резких, глубоких, радикальных и одновременно жизнеспособных трансформаций, возникающих в цитоплазме яйцеклетки как морфогенетической системе», предложил термин онтомутация. По мнению Далька, онтомутации вызываются резкими изменениями внешних факторов среды, влияющими одновременно на всех самок в популяции в период созревания яйцеклеток. Эта идея позволила преодолеть трудность, с которой сталкивалась теория макромутаций Гольдшмидта, так как снимала вопрос о поиске полового партнёра мутантными особями.